# Zamek w Rawie Mazowieckiej

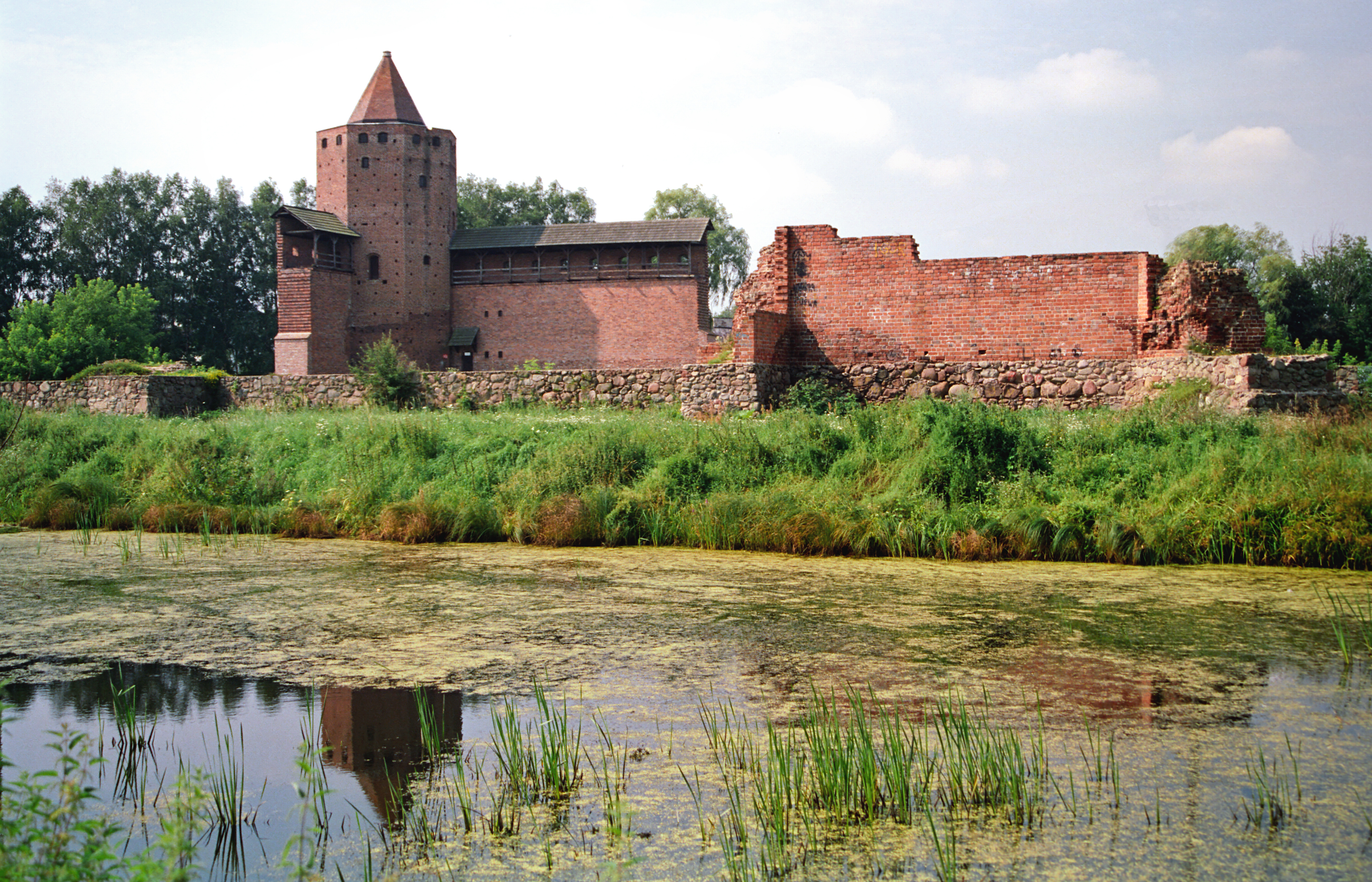
Widok ogólny

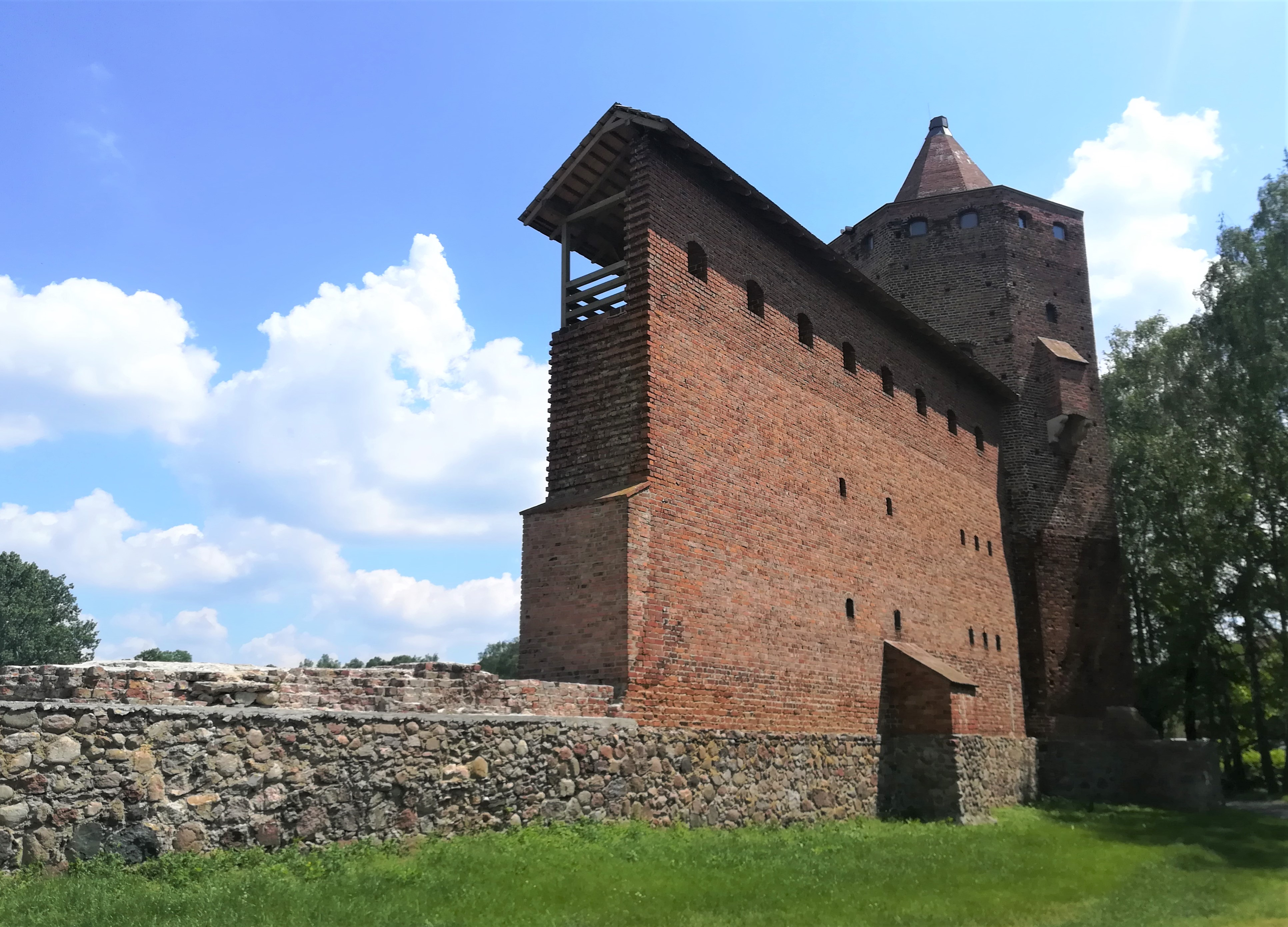
Fragment murów

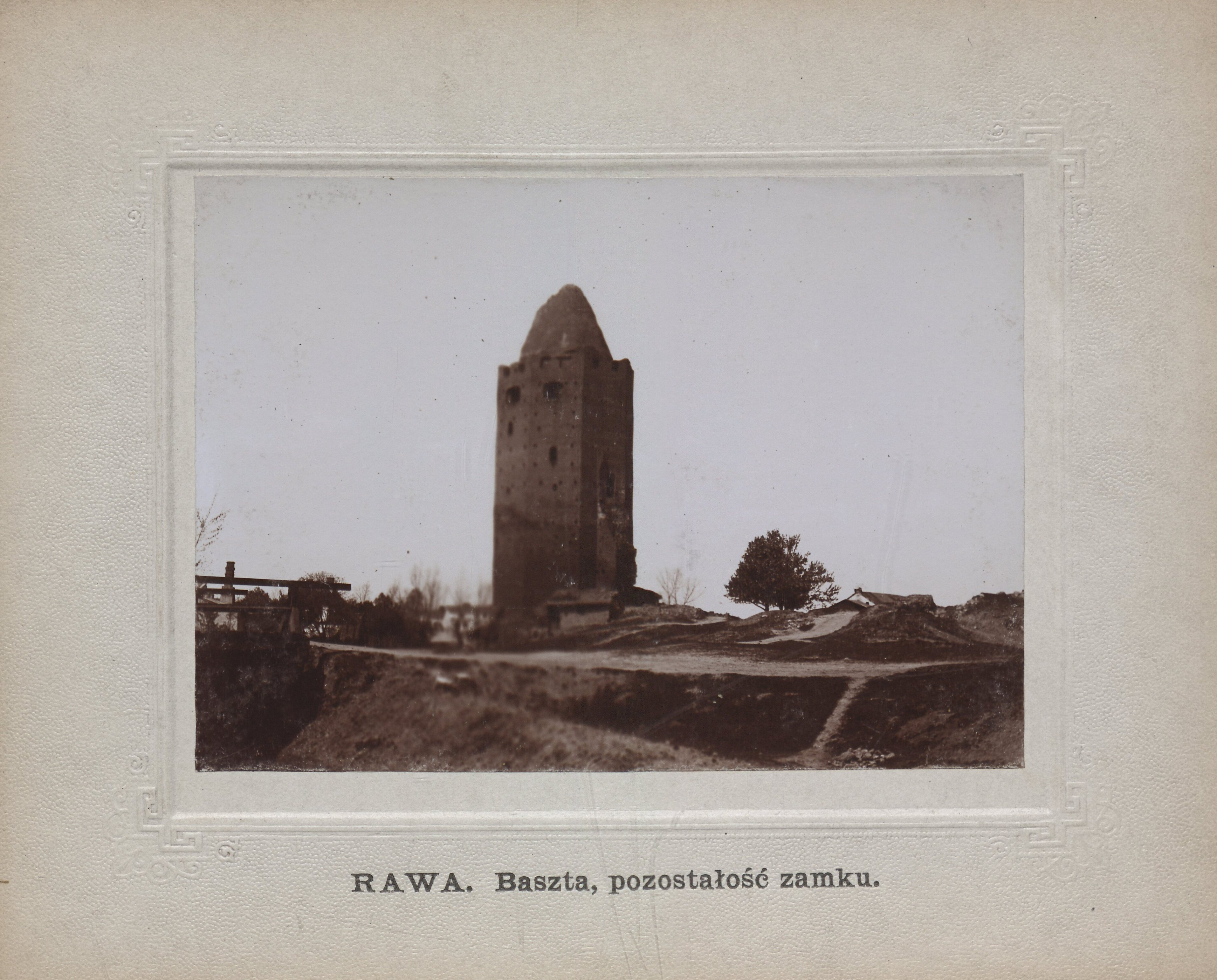
Ruiny zamku przed 1904

Zamek w Rawie Mazowieckiej – średniowieczna, gotycka budowla nizinna w widłach Rawki i Rylki, obecnie ruina i zrekonstruowane fragmenty dawnej warowni: masywna ośmioboczna wieża, fragmenty murów kurtynowych i zarys fundamentów.

## Historia
Według Kroniki Janka z Czarnkowa zamek w Rawie został zbudowany na polecenie księcia Siemowita III, a przypuszczalnie ukończył go jego syn Siemowit IV[1]. Zadaniem tego największego powierzchniowo zamku mazowieckiego była obrona południowej części księstwa. Został ukończony pod koniec XIV w. i był punktem obronnym księstwa czerskiego, następnie płockiego, w latach 1455–1462 siedzibą samodzielnego Księstwa Rawskiego. W 1462 Rawa została inkorporowana do Królestwa Polskiego, w związku z czym Katarzyna, córka Siemowita V, wdowa po Michale Zygmuntowiczu, na wyraźne żądanie króla Kazimierza Jagiellończyka w marcu 1462 opuściła Rawę. W tym samym roku powołano Województwo rawskie przynależne do Korony Królestwa Polskiego. Po pożarze w 1507 zamek został odbudowany w latach 1517-1521 przy użyciu 76 tys. cegieł, 60 kop dachówek, 16 kop belek[2], a przy tym dodatkowo ufortyfikowany przeciw atakom artylerii. Przypuszczalnie podwyższono wtedy mury obwodowe i podwyższono do trzech kondygnacji mniejszy budynek południowo-wschodni. W 1562 sejm w Piotrkowie wyznaczył Rawę jako siedzibę Komisji Skarbowej dla Kwarcianego Wojska, w związku z czym na zamku przechowywano tzw. skarb rawski na potrzeby powołanego przez Zygmunta Augusta wojska kwarcianego. Zamek był też w tym okresie siedzibą starosty rawskiego, odbywały się na nim sądy grodzkie i mieściły się archiwa. W 1601 w zamku rawskim uwięziono szwedzkiego generała Carla Carlssona Gyllenhielma, syna z nieprawego łoża księcia Karola Sudermańskiego (który później został królem Szwecji jako Karol IX Waza). Gyllenhielm dowodził armią szwedzką, która w 1601 skapitulowała w bitwie pod Kokenhausen, stoczonej przeciwko wojskom polskim. Do czasu wymienienia za księcia Karola Koreckiego w 1613 przebywał w polskiej niewoli, gdzie przez sześć i pół roku chodził w kajdanach, które dziś wiszą w jego grobowcu w katedrze w Strängnäs. W okresie najazdu Szwedów na Polskę zamek został zdobyty w 1655 przez nieprzyjaciela, splądrowany i częściowo wysadzony w powietrze. W 1665 w zamku przebywał król Jan Kazimierz, a pod miastem stacjonowały wierne mu oddziały podczas Rokoszu Lubomirskiego. W 1766 po pożarze miasta do odbudowy zamku przystąpił starosta Franciszek Lanckoroński, który odbudował most na rzece Rawce i wyremontował pomieszczenia we wschodniej części Domu Dużego. Ostatnim starostą był małoletni Maciej Lanckoroński, pozostający pod opieką matki Justyny. Zamek był zamieszkany do 1794. Po rozbiorze Polski Prusacy rozebrali w latach 1795-1806 większość budowli, a z otrzymanych materiałów zbudowali lazaret i dom dla pruskiego komendanta. W 1821 Jan Ursyn Niemcewicz zanotował, że z zamku pozostała już tylko wieża główna. Przed 1830 L. Trausolt dokonał inwentaryzacji pomiarowej ruin. W 1859 piorun zdruzgotał ceglany hełm wieży, powodując zawalenie się sklepień. W latach 1954–58 zrekonstruowano górną część wieży głównej, fragment murów kurtynowych i odsłonięto zarys fundamentów.

## Architektura
Zamek zbudowano na planie czworoboku o wymiarach 66 × 64 metry, na kamiennym fundamencie. Zajmowana przez niego powierzchnia wewnątrz murów wynosiła 4200 m². W północnej części wznosił się dwukondygnacyjny pałac książęcy. Drugi mniejszy budynek wznosił się między bramą i narożnikiem południowo-wschodnim. Wewnątrz, na dziedzińcu znajdowały się drewniane zabudowania gospodarcze dla załogi zamku. Główna wieża na planie u podstawy okrągłym, a wyżej ośmiobocznym, usytuowana została w południowo-zachodnim rogu i oprócz funkcji obronnych flankujących bramę, była wykorzystywana jako więzienie. Wysoki, gruby mur nadbudowany był cegłą i wyposażony w zadaszony ganek z równomiernie rozmieszczonymi strzelnicami na górnej kondygnacji. Wieża główna i mur były ze sobą połączone wewnętrznym przejściem. Wejście do zamku znajdowało się w trójkondygnacyjnej wieży bramnej od strony południowej, naprzeciwko pałacu. Można się było do niej dostać jedynie przez most zwodzony, ponieważ całość otoczona była obronną fosą.
Obecnie z zamku zachowała się odrestaurowana wieża główna z odtworzonymi krótkimi fragmentami murów. Pozostały też niewielkie szczątki muru na całej długości dawnego założenia.

## Zamek w kulturze
Według Janka z Czarnkowa książę Siemowit III na skutek intrygi swojej siostry zaczął podejrzewać o niewierność swoją żonę księżniczkę ziębicką Annę, która była w tym czasie w ciąży. Książę uwięził więc żonę w wieży na zamku w Rawie oraz wziął na tortury dwórki z jej otoczenia. Mimo że nikt nie potwierdził jego podejrzeń, kilka tygodni po porodzie, kazał zamordować Annę, a jej rzekomego kochanka powiesić. Dziecko, które otrzymało imię Henryk, oddano pierwszej napotkanej kobiecie mieszkającej pod Rawą. Gdy dowiedziała się o tym jego córka z poprzedniego małżeństwa - księżna Małgorzata, żona Kaźka Słupskiego, poleciła porwać dziecko i wychowywała na swoim dworze. Gdy Henryk dorósł okazała je Siemowitowi III, a ten, ujrzawszy uderzające podobieństwo dziecka do siebie, uznał go za swojego syna i nakazał wykształcić. Henryk mazowiecki został w późniejszym okresie biskupem płockim i dyplomatą wykonującym zadania zlecone przez Władysława Jagiełłę, a nawet poślubił jego stryjeczną siostrę Ryngałłę Annę. Znacznie później William Shakespeare napisał dramat Zimowa opowieść, którego treść jest niezwykle podobna do rawskiej legendy, jednak akcja rozgrywa się na Sycylii, a dzieckiem jest dziewczynka. Jednak być może Zimowa Opowieść powstała na podstawie powieści Roberta Greene'a z XVI w., a ten oparł się na legendzie rawskiej.